# Los Angeles Clippers 1988-1989
La stagione 1988-89 dei Los Angeles Clippers fu la 19ª nella NBA per la franchigia.
I Los Angeles Clippers arrivarono settimi nella Pacific Division della Western Conference con un record di 21-61, non qualificandosi per i play-off.

## Roster
| N° | Naz.                   | Ruolo | Sportivo         | Anno | Alt. | Peso |
| -- | ---------------------- | ----- | ---------------- | ---- | ---- | ---- |
| 00 | Stati Uniti (bandiera) | C     | Benoit Benjamin  | 1964 | 213  | 113  |
| 3  | Stati Uniti (bandiera) | G     | Grant Gondrezick | 1963 | 196  | 93   |
| 4  | Stati Uniti (bandiera) | G     | Ennis Whatley    | 1962 | 191  | 80   |
| 10 | Stati Uniti (bandiera) | G     | Norm Nixon       | 1955 | 188  | 77   |
| 12 | Stati Uniti (bandiera) | A     | Eric White       | 1965 | 203  | 91   |
| 20 | Stati Uniti (bandiera) | G     | Quintin Dailey   | 1961 | 191  | 82   |
| 22 | Stati Uniti (bandiera) | G     | Tom Garrick      | 1966 | 188  | 84   |
| 23 | Stati Uniti (bandiera) | G     | Gary Grant       | 1965 | 191  | 84   |
| 24 | Stati Uniti (bandiera) | AC    | Joe Wolf         | 1964 | 211  | 104  |
| 25 | Stati Uniti (bandiera) | AC    | Danny Manning    | 1966 | 208  | 104  |
| 32 | Stati Uniti (bandiera) | C     | Greg Kite        | 1961 | 211  | 113  |
| 33 | Stati Uniti (bandiera) | A     | Ken Norman       | 1964 | 203  | 98   |
| 34 | Stati Uniti (bandiera) | GA    | Reggie Williams  | 1964 | 201  | 86   |
| 42 | Stati Uniti (bandiera) | G     | Rob Rose         | 1964 | 196  | 82   |
| 42 | Stati Uniti (bandiera) | G     | Kevin Williams   | 1961 | 188  | 79   |
| 44 | Stati Uniti (bandiera) | A     | Rob Lock         | 1966 | 206  | 102  |
| 45 | Stati Uniti (bandiera) | AC    | Dave Popson      | 1964 | 208  | 100  |
| 51 | Stati Uniti (bandiera) | AC    | Ken Bannister    | 1960 | 206  | 107  |
| 51 | Stati Uniti (bandiera) | AC    | Barry Sumpter    | 1965 | 211  | 98   |
| 54 | Stati Uniti (bandiera) | AC    | Charles D. Smith | 1965 | 208  | 104  |

## Staff tecnico
- Allenatori: Gene Shue (10-28) (fino al 19 gennaio)[1], Don Casey (11-33)
- Vice-allenatori: Don Casey (fino al 19 gennaio), Jim Eyen, Joe Roberts
- Preparatore atletico: Bernie LaReau